# Arribana
Arribana é uma aldeia de São Tomé e Príncipe, localiza-se no Distrito de Lembá, ilha de São Tomé, próxima às localidades de Diogo Vaz e de Mulundo.